# Тит Ромілій Рок Ватикан
Тит Ромілій Рок Ватикан (лат. Titus Romilius Rocus Vaticanus; близько 490 до н. е. — після 451 до н. е.) — політичний, державний та військовий діяч часів ранньої Римської республіки, консул 455 року до н. е.

## Життєпис
Походив з патриціанського роду Роміліїв. Син Тита Ромілія Рока Ватикана. Про молоді роки немає відомостей. 
У 455 році до н. е. обрано консулом разом з Гаєм Ветурієм Цікуріном. На початку каденції вступив у суперечку з плебеями щодо формування війська та надання нових прав плебсу. На деякий час вдалося придушити невдоволення останнього. Згодом рушив на допомогу союзному місту Тускулума, яке було атаковано еквами. Разом з колегою завдав поразки ворогам біля гори Алгідон. Проте відмовився ділити здобич поміж легіонерами, левову частку передавши до державної скарбниці.
У 454 році до н. е. притягнутий до суду народними трибунами за несправедливий розподіл захопленої в еквів здобичі. У результаті разом із колегою засуджений до штрафу у 10 тис. бронзових асів.
У 451 році до н. е. увійшов до першої колегії децемвірів, яка працювала над створенням установ республіки. Були сформовані перші закони, що надалі увійшли до XII таблиць.